# صندوق الراجحي ريت
صندوق الراجحي ريت هو صندوق استثمار عقاري متداول مقفل متوافق مع ضوابط الشريعة الإسلامية تمت الموافقة على طرح وحدات الصندوق من قبل هيئة السوق المالية، يستثمر الصندوق في الأصول العقارية المدرة للدخل . ويهدف الصندوق إلى الاستثمار في عقارات مطورة تطويراً إنشائياً، قابلة لتحقيق دخلٍ دوريٍ وتأجيريٍ، وتوزَّيع نسبة محددة لا تقل عن 90% من صافي أرباح الصندوق السنوية نقداً على مالكي الوحدات خلال مدة الصندوق، وذلك بشكل نصف سنوي في نهاية كل من شهر فبراير وشهر أغسطس من كل سنة تقويمية. وتوزع الأرباح المذكورة باستثناء الأرباح الرأس مالية الناتجة عن بيع الأصول العقارية والتي يعاد استثمارها في أصول إضافية بما يخدم مصالح مالكي الوحدات.

## الهيئة الشرعية
يمثل مجلس إدارة الهيئة الشرعية لصندوق الراجحي ريت مجلس إدارة الهيئة الشرعية المكون من الشيخ الدكتور صالح بن منصور الجربوع (الرئيس) ،الشيخ الدكتور سليمان بن عبدالله اللحيدان (عضو) ،الشيخ الدكتور سعد بن تركي الخثلان (عضو).
حيث يستثمر صندوق الراجحي ريت ويمول إستثماراته بما يتوافق مع ضوابط الهيئة الشرعية التي تقوب بالإطلاع وأجاز الشروط والأحكام الخاصة بصندوق الراجحي ريت بما يتضمن هيكلة الصندوق واستراتيجية الإستثمار

## مدير الصندوق
شركة الراجحي المالية، وهي شركة مساهمة مقفلة، ويشار إلى أن شركة الراجحي المالية شركة مستقلة ومملوكة بالكامل كذراع استثماري لمصرف الراجحي.

## مقيمي الصندوق
- شركة سنشري 21 السعودية
- شركة أول

## امين الحفظ
شركة كسب المالي

## وصلات خارجية
- الراجحي ريت حقائق وأرقام